# Rossana Rossanda
Rossana Rossanda   (Pula, 23 d'abril de 1924 - Roma, 20 de setembre de 2020) fou una periodista, cofundadora del diari Il manifesto, política comunista, diputada, escriptora i protagonista destacada de la política italiana de la segona meitat del segle xx.

## Biografia
Rossana Rossanda va nàixer en una família de classe mitjana a Pola (avui Pula, Croàcia) el 1924, durant la consolidació inicial del règim feixista de Benito Mussolini. Durant la seva infantesa es traslladà repetidament, primer al Lido de Venècia i després a Milà.
Alumna del filòsof italià Antonio Banfi (el fill d'Antonio Banfi, Rodolfo, seria el seu primer marit), essent molt jove va participar en la Resistència partisana, convertida en la partisana «Miranda» a l'edat de dinou anys, el 1943, quan l'Alemanya nazi va envair Itàlia. En els següents vint mesos, ella i els seus camarades s'uniren a la lluita de la Resistència, en què el Partit Comunista Italià (PCI) era la força més gran. Rossanda no participà en combats armats, però participà com a missatgera clandestina i correu de contraban.
Després de la Segona Guerra Mundial, es va afiliar al PCI, el 1946. Al poc temps, gràcies en part a la seva profunda cultura, Palmiro Togliatti va nomenar-la responsable de política cultural del PCI. El 1963 fou escollida per primera vegada per a la Cambra dels Diputats italiana, de la qual va ser membre fins a 1968.
El 1962 feu una visita fracassada per ajudar la resistència espanyola contra Franco, el 1967 va ser rebuda a Cuba personalment per Fidel Castro, i cada cop més prestava atenció al Vietnam i a la Revolució Cultural a la Xina, com a nous fars d'esperança per als comunistes. Tot contradient la posició del seu partit, el 1968 va fer una dura condemna de la invasió de Txecoslovàquia pels països del Pacte de Varsòvia, i en el congrés nacional del PCI de 1969 ella i els qui opinaven com ella van ser expulsats del partit.

### Il manifesto
El 1968 va publicar un petit assaig, titulat L'anno degli studenti («L'any dels estudiants»), en el qual s'adheria al moviment de protesta juvenil que es desenvolupà precisament en aquell any. Contrària al socialisme real de la Unió Soviètica, al costat de Luigi Pintor, Valentino Parlato i Lucio Magri, va contribuir al naixement d'Il manifesto, que va ser tant un partit polític com un diari, i que els fundadors van escollir-ne el nom com com a homenatge al Manifest comunista de 1848. A pesar de l'opinió contrària d'Enrico Berlinguer, Rossanda havia estat expulsada del PCI després del XII Congrés nacional el 1969. El periòdic destacà per la seriositat dels seus articles sobre política internacional, com palesen les entrevistes amb personatges que van des de Gabriel García Márquez a Deng Xiaoping. El seu esperit, franc i no sectari, l'il·lustra bé el seu article sobre la visita al Xile de Salvador Allende el 1971:
| «                  | Vaig parlar amb detall amb Allende durant l'esmorzar al palau presidencial, on havia estat convidada amb Paul Sweezy i Michael Gutelman, als quals dues universitats de Santiago havien convidat per participar en un seminari sobre "societats transicionals". La nostra presència irrità els comunistes xilens, que abandonaren el seminari i ens atacaren d'una manera extraordinàriament crua al seu periòdic no oficial… Ens van anomenar "gringos ignorants" i renegats "pro-Beijing". Així que, quan el president ens convidà —tot i els seus sòlids vincles amb el Partit Comunista—, els donà una lliçó. Sabia que cap de nosaltres havia deixat al marge els seus dubtes o representat de manera equivocada les nostres posicions només pel fet de ser convidats. Uns minuts després d'asseure'ns a la taula em preguntà: "Hi ha alguna cosa en aquest país que us convenci, camarada?" | » |
| — Rossana Rossanda | |   |

El 1976, el partit Manifesto obtingué només el 0,8 per cent dels vots i, a causa –en part– de la derrota electoral, es va unificar amb el Partit d'Unitat Proletària (PdUP), és a dir, amb els sectors del Partit Socialista Italià d'Unitat Proletària (PSIUP) i de l'MPL que no havien acceptat unir-se al PCI o al Partit Socialista italià (PSI) després de la derrota electoral de 1972, donant vida al PdUP pel Comunisme, del qual va ser cofundadora.
L'any 2012 va renunciar a la direcció d'Il Manifesto, al front del qual havia estat des de la seva fundació. I malgrat haver deixat la política activa per a dedicar-se a la literatura i al periodisme, el debat polític i la reflexió sobre el moviment obrer i el feminisme a Itàlia van seguir presents en la seva obra.
El 2006 publicà la seva autobiografia: La Ragazza del secolo scorso («La noia del segle passat»)', que se situà segona en la 59a edició del Premi Strega, el màxim guardó literari que es concedeix a Itàlia (l'obra guanyadora va ser Caos calmo, Sandro Veronesi). L'any 2008 entrà a formar part del Consell Editorial de la revista Sin Permiso, una revista digital de política internacional que té una periodicitat setmanal. Rossana Rossanda hi analitzava l'actualitat política del seu país i del món sencer. Comunista fins al final, insistí que l'esquerra havia de defensar la seva pròpia identitat i prendre partit sense fissures amb els explotats i els oprimits.
Rossana Rossanda va morir a Roma el 20de setembre de 2020. Polítics i polítiques de posicions molt diverses van dedicar elogis a la seva tasca tant en el món de la política com en el món de la cultura. Mara Carfagna, diputada de Forza Italia i aleshores vicepresidenta de la Cambra dels Diputats va dir que Rossanda havia estat «una de les figures femenines més importants del segle xx […] Fins i tot malgrat la llunyania de les nostres posicions polítiques, he admirat el caràcter extraordinari i la rara virtut de la desobediència al dogma [de Rossanda].» I Nicola Zingaretti, secretari del Partit Demòcrata en va dir: «Ens deixa un gran llegat; que cultura i política mai no poden separar-se i que, als ideals, val la pena dedicar-hi una vida.»

## Obra publicada
Entre les seves obres destaquen:
- Note su alcuni aspetti teorici e politici del dibattito sul controllo operaio, in Rivista storica del socialismo, 1959.
- L'anno degli studenti, Bari, De Donato, 1968.
- Il marxismo di Mao Tse-tung e la dialettica, con Charles Bettelheim, Milano, Feltrinelli, 1974.
- Le altre. Conversazioni a Radiotre sui rapporti tra donne e politica, liberta, fraternita, uguaglianza, democrazia, fascismo, resistenza, stato, partito, rivoluzione, femminismo, Milano, Bompiani, 1979; Milano, Feltrinelli, 1989. ISBN 88-07-81063-8.
- Un viaggio inutile o della politica come educazione sentimentale, Milano, Bompiani, 1981; Milano, Il saggiatore, 1996. ISBN 88-428-0326-X; Torino, Einaudi, 2008. ISBN 978-88-06-19298-3.
- Anche per me. Donna, persona, memoria dal 1973 al 1986, Milano, Feltrinelli, 1987. ISBN 88-07-08037-0.
- L'armonia senza parole, in Un tocco da maestro, Roma, Manifestolibri, 1991. ISBN 88-7285-011-8.
- Se la felicità.... Per una critica al capitalismo a partire dall'essere donna. Roma, 21 marzo 1992, con Alessandra Bocchetti e Christa Wolf, Roma, Centro culturale Virginia Woolf, Gruppo B, 1992.
- Brigate rosse. Una storia italiana, con Carla Mosca, Milano, Anabasi, 1994. ISBN 88-417-2007-7. Il libro è tratto da una serie di interviste a Moretti, realizzate in carcere dalle due giornaliste nel luglio e agosto 1993.
- Appuntamenti di fine secolo, con Pietro Ingrao, Roma, Manifestolibri, 1995. ISBN 88-7285-089-4.
- La vita breve. Morte, resurrezione, immortalità, con Filippo Gentiloni, Parma, Pratiche, 1996. ISBN 88-7380-261-3.
- Note a margine, Torino, Bollati Boringhieri, 1996. ISBN 88-339-0958-1.
- I comunisti e l'Urss, in Sul libro nero del comunismo. Una discussione nella sinistra, Roma, Manifestolibri, 1998. ISBN 88-7285-158-0.
- A centocinquant'anni dal «Manifesto del Partito Comunista», in Il Manifesto del Partito comunista 150 anni dopo, a cura di, Roma, Manifestolibri, 2000. ISBN 88-7285-236-6.
- La ragazza del secolo scorso, Torino, Einaudi, 2005. ISBN 88-06-14375-1.
- La perdita, con Manuela Fraire, Torino, Bollati Boringhieri, 2008. ISBN 978-88-339-1875-4.
- Un viaggio inutile, Torino, Einaudi SuperET, 2008. ISBN 978-88-061-9298-3.
- Il film del secolo, con Mariuccia Ciotta e Roberto Silvestri, Milano, Bompiani, 2013. ISBN 978-88-452-6821-2.
- Quando si pensava in grande. Tracce di un secolo. Colloqui con venti testimoni del Novecento, Torino, Einaudi Stile Libero, 2013. ISBN 978-88-062-1081-6.
- Questo corpo che mi abita, Torino, Bollati Boringhieri, 2018 .